# Лазурная (река)
Лазурная (фин. Otamonjoki) — река в России, протекает по территории Каменногорского городского поселения Выборгского района Ленинградской области. Длина реки — 14 км.
Река берёт начало из озера Сысоевского на высоте 25,9 м над уровнем моря и далее течёт преимущественно в южном направлении по заболоченной местности.
Река в общей сложности имеет 61 приток суммарной длиной 104 км.
В среднем течении река имеет левый приток из озера Сточного.
Впадает в озеро Мелководное на высоте 10,1 м над уровнем моря.
На левом берегу реки расположен посёлок Озёрское.
Код объекта в государственном водном реестре — 01040300212102000009577.